# Schlichting
Schlichting er en by og kommune i det nordlige Tyskland, beliggende i Amt Kirchspielslandgemeinden Eider i den nordlige del af Kreis Dithmarschen. Kreis Dithmarschen ligger i den sydvestlige del af delstaten Slesvig-Holsten.

## Geografi
Den landbrugsprægede vejby ligger ved udkanten af en moselavning mellem Hennstedt, Lunden og Ejdermarsken i Eider-Treene-Niederungen.
I kommunen ligger Schlichting, Schlichtingermoor, Schlichtinger Neuerkoog, Hauberg og Buttermilchskrug.